# Venerina (Clemente Susini)
La Venerina (“piccola Venere") è una statua anatomica in cera d'api realizzata dal ceroplasta Clemente Susini alla fine del XVIII secolo e conservata presso il Museo di Anatomia e Ostetricia di Palazzo Poggi a Bologna  .

## Descrizione
Clemente Susini si ispirò alla Venere dei Medici. Il modello in cera d'api rappresenta gli ultimi istanti di vita di una giovane donna morente sul letto di morte. Parti del torace e dell'addome sono rimovibili in modo da consentire l'ispezione anatomica degli organi interni.
Nella parte inferiore del ventre, nell'utero, si trova un feto nella sua prima fase di gestazione. 
Georges Didi-Huberman considerava la Venere anatomica di Susini un capolavoro più dal punto di vista artistico che medico.

## Storia
La Venerina è stata restaurata nel 2011 dall'Opificio delle pietre dure di Firenze.

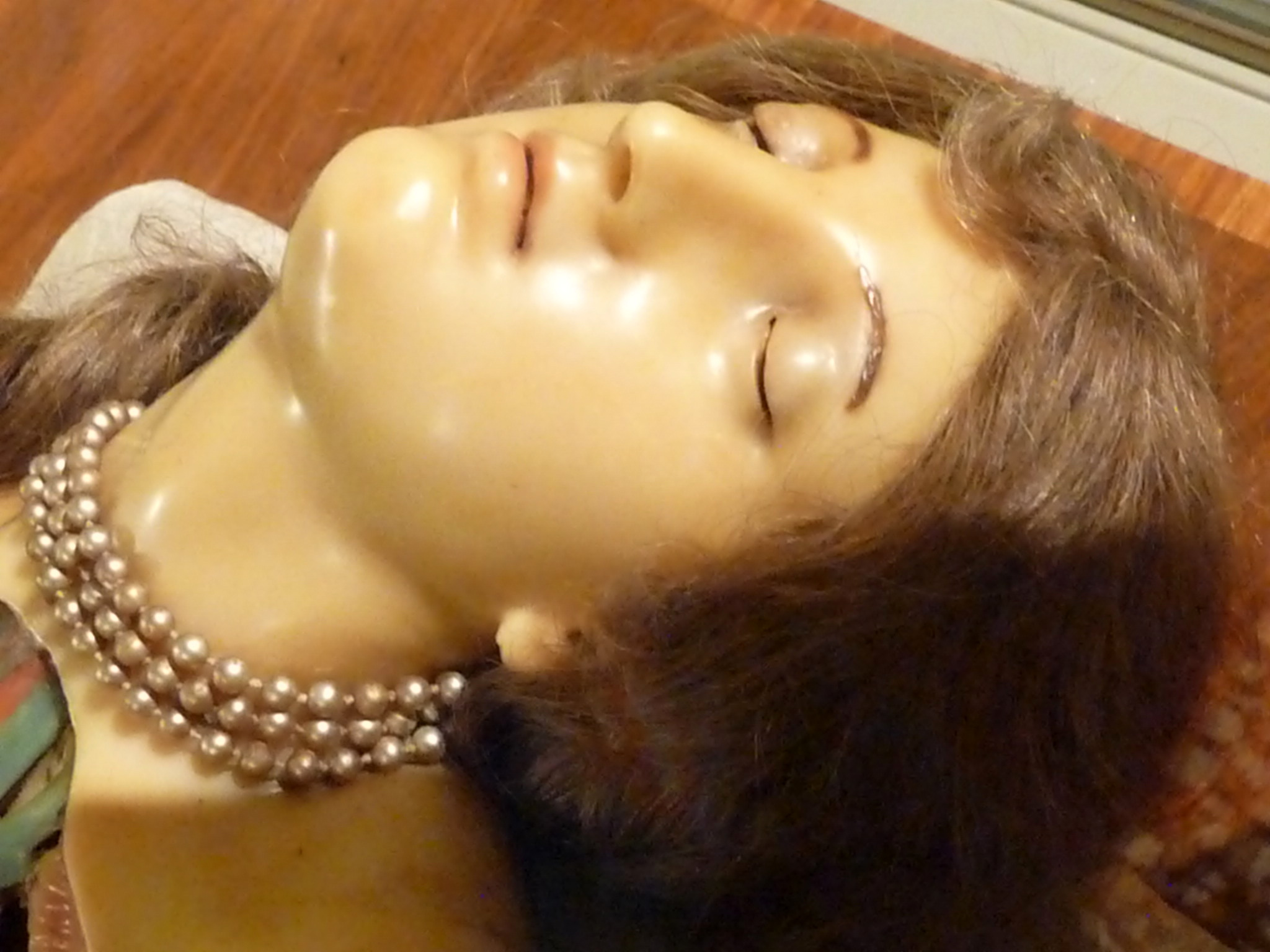
Il viso della Venerina
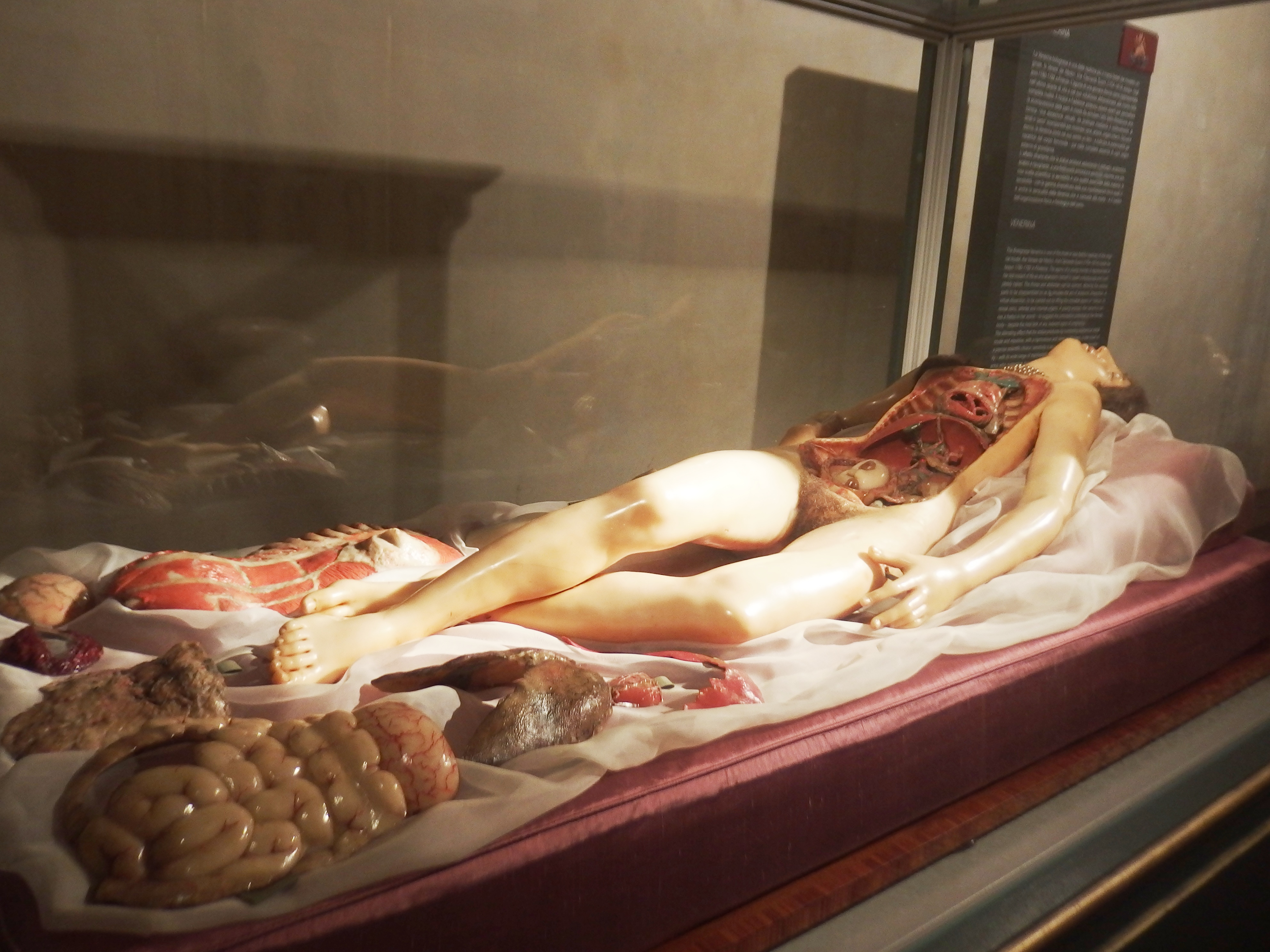
Allestimento della teca dopo il restauro